# 1599
Évszázadok: 15. század – 16. század – 17. század
Évtizedek: 1540-es évek – 1550-es évek – 1560-as évek – 1570-es évek – 1580-as évek – 1590-es évek – 1600-as évek – 1610-es évek – 1620-as évek – 1630-as évek – 1640-es évek
Évek: 1594 – 1595 – 1596 – 1597 –  1598 – 1599 – 1600 – 1601 – 1602 – 1603 – 1604

## Események

### Határozott dátumú események
- április 26. – Rudolf magyar király szentesíti a pozsonyi országgyűlés törvényeit. (A király idegeneknek nem adományozhat magyarországi birtokokat.)[1]
- március 21. – Báthory Zsigmond ismét lemond a fejedelemségről.[1]
- március 29. – Báthory András bíborost választják erdélyi fejedelemmé.[1]
- augusztus 17. – VIII. Kelemen pápa felbontja Báthory Zsigmond erdélyi fejedelem és Habsburg Mária Krisztierna házasságát.[2]
- október 28. – Báthory András erdélyi fejedelmet a székelyek és II. Mihály havasalföldi fejedelem seregei megverik a sellenberki csatában.[3]
- november 1. – II. Mihály havasalföldi fejedelem bevonul Gyulafehérvárra.[4]
- november 21–28. – a gyulafehérvári országgyűlés leteszi az esküt II. Mihály fejedelemnek.[5]

### Határozatlan dátumú események
- augusztus eleje – A Buda melletti Felhévízen egy hajdú csapat fogságba ejti és Bécsbe küldi Szulejmán budai pasát.[1]

## Az év témái

### 1599 az irodalomban
- Londonban megépül Shakespeare Globe Színháza.

## Születések
- február 13. – VII. Sándor pápa († 1667)[6]
- április 25. – Oliver Cromwell, angol államférfi, katonai vezető, a polgárháború vezére († 1658)
- június 6. – Diego Velázquez, spanyol barokk festő († 1660)
- december 29. – Gabriel Bucelin német történész, Benedek-rendi szerzetes († 1681)

## Halálozások
- augusztus 22. – Luca Marenzio olasz zeneszerző (* 1553)
- október 31. – Báthory András erdélyi fejedelem (* 1566)